# Stateside
Stateside ist ein US-amerikanisch-deutsches Filmdrama von Reverge Anselmo aus dem Jahr 2004.

## Handlung
Die Handlung spielt in den 1980er Jahren. Mark Deloach entstammt einer privilegierten Familie und besucht eine katholische Schule. Er verursacht im betrunkenen Zustand einen Verkehrsunfall, bei dem zwei Menschen verletzt werden, worauf es zum Gerichtsprozess kommt. Der Richter bietet Deloach an, den US-Marines beizutreten, um einer Bestrafung zu entgehen. Der Junge willigt ein.
Deloach lernt die Schauspielerin und Sängerin Dori Lawrence kennen, in die er sich verliebt. Es stellt sich heraus, dass Lawrence unter der Schizophrenie leidet und in ein Krankenhaus eingeliefert wird. Die Einheit von Deloach wird nach Beirut verlegt. Deloach wird verletzt und nach zwei Jahren ehrenhaft entlassen. Er trifft Lawrence, die aus dem Krankenhaus entlassen wurde und die hofft, ihn zu heiraten.

## Kritiken
Roger Ebert schrieb in der Chicago Sun-Times vom 21. Mai 2004, die Handlung ähnele der Handlung einer Seifenoper. Einige Szenen seien verwirrend; der Film wirke wie eine Sammlung der Notizen des Regisseurs. Die Darstellungen seien stark, doch der Stil der Dialoge würde ihre Wirkung schwächen.
Sheri Linden bezeichnete den Film in der Zeitschrift The Hollywood Reporter vom 7. Mai 2004 als ein „unerfülltes Versprechen“. Die zentrale Liebesgeschichte sei nicht interessant genug. Die Darstellung von Jonathan Tucker wurde als „frisch“ und „überzeugend“ gelobt. Rachael Leigh Cook bringe „Rastlosigkeit“ in ihre eher klischeehafte Rolle.
Peter Travers spottete in der Zeitschrift Rolling Stone vom 18. Mai 2004, die Handlung beinhalte mehr Substränge als eine ganze Staffel der Fernsehserie O.C., California. Er lobte die Darstellung von Jonathan Tucker als „sehr gut“ („very fine“).

## Auszeichnungen
Reverge Anselmo gewann im Jahr 2004 einen Preis des Sonoma Valley Film Festivals.

## Hintergrund
Der Film wurde in New York City und in North Carolina gedreht. Seine Produktionskosten betrugen schätzungsweise 16 Millionen US-Dollar. Der Film wurde am 3. April 2004 auf dem Sonoma Film Festival vorgeführt; am 8. Mai 2004 wurde er auf dem Tribeca Film Festival gezeigt. Er spielte in den Kinos der USA ca. 174 Tsd. US-Dollar ein.